# Rebelión de Boné

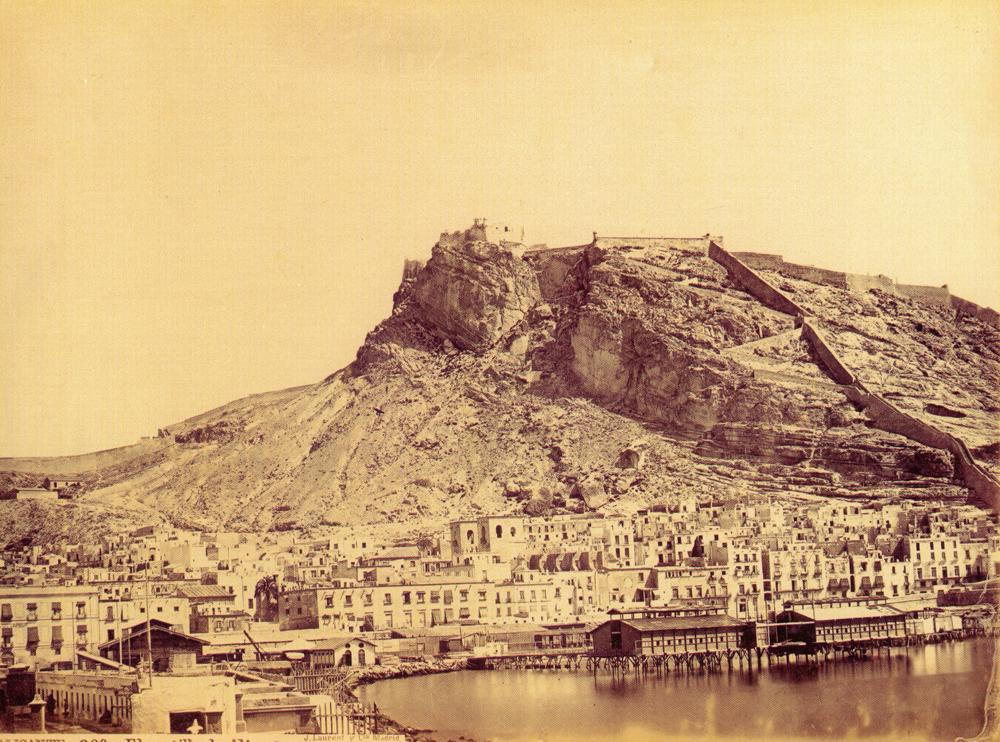
El Castillo de Santa Bárbara fue la base principal de Boné durante los 44 días que duró la sublevación.

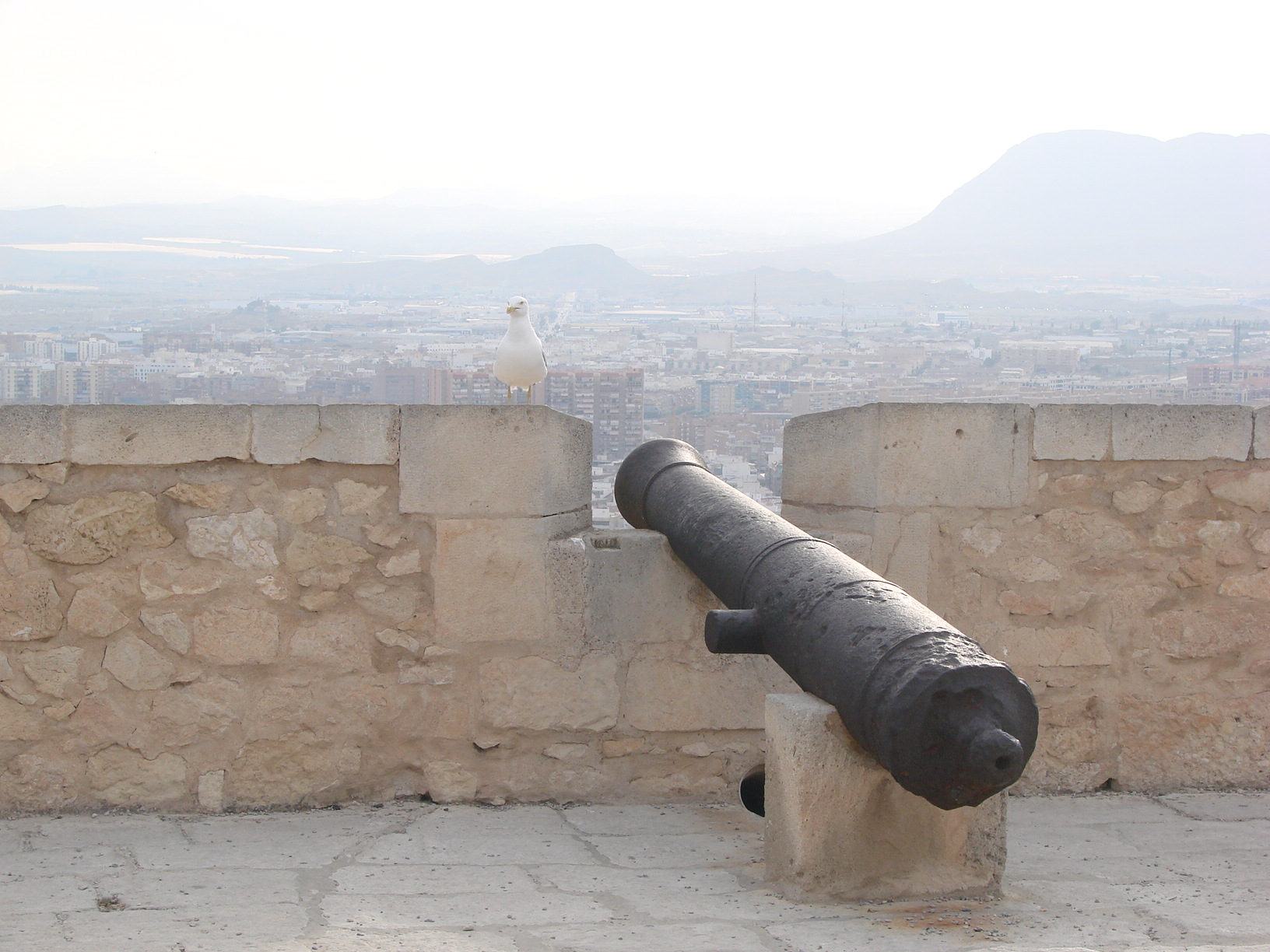
Los cañones del Castillo de Santa Bárbara funcionaron con mucha frecuencia en la Rebelión de Boné.

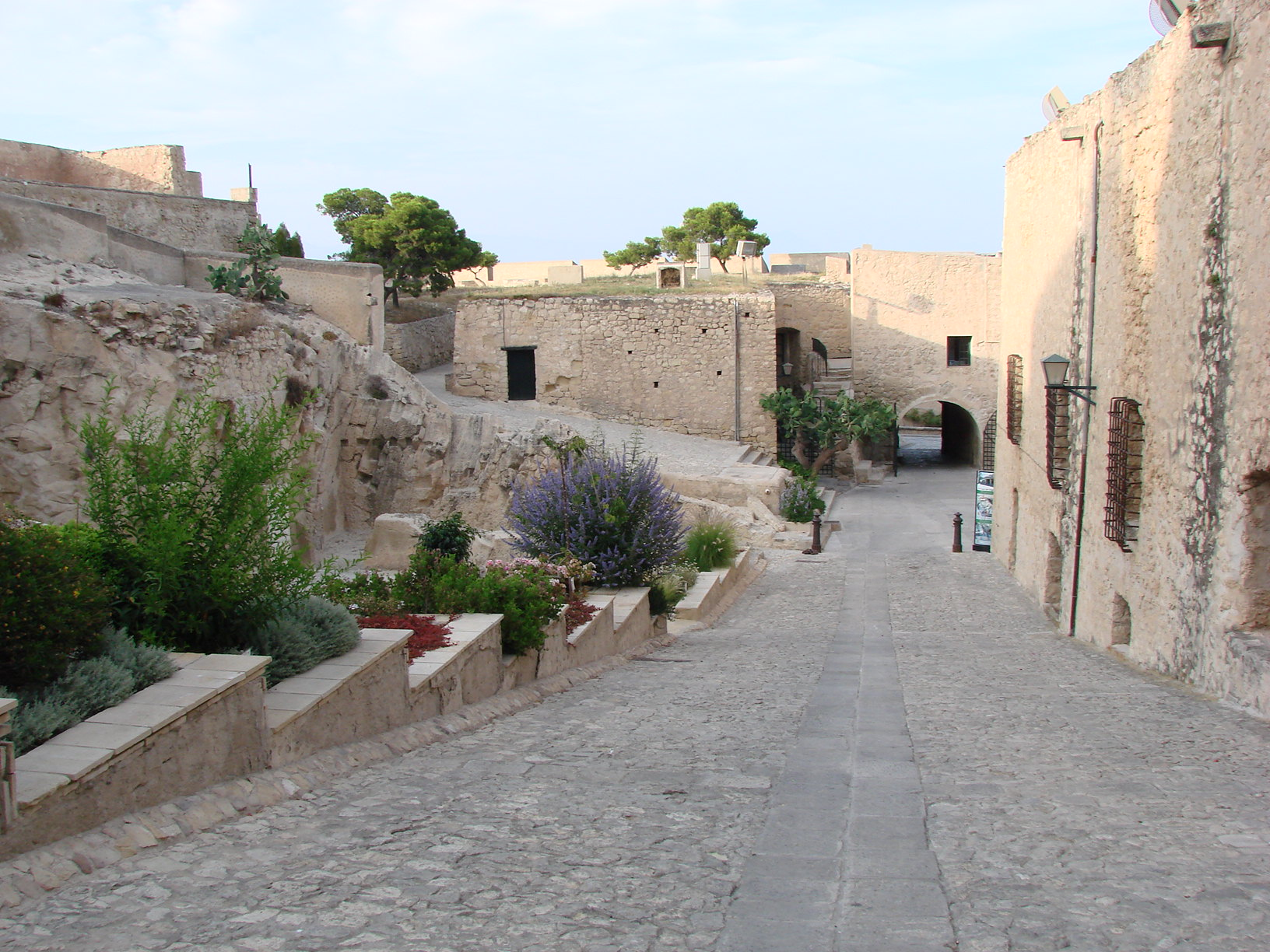
Los interiores del Castillo de Santa Bárbara se convirtieron en asentamiento de población civil y milicias al mando de Pantaleón Boné.

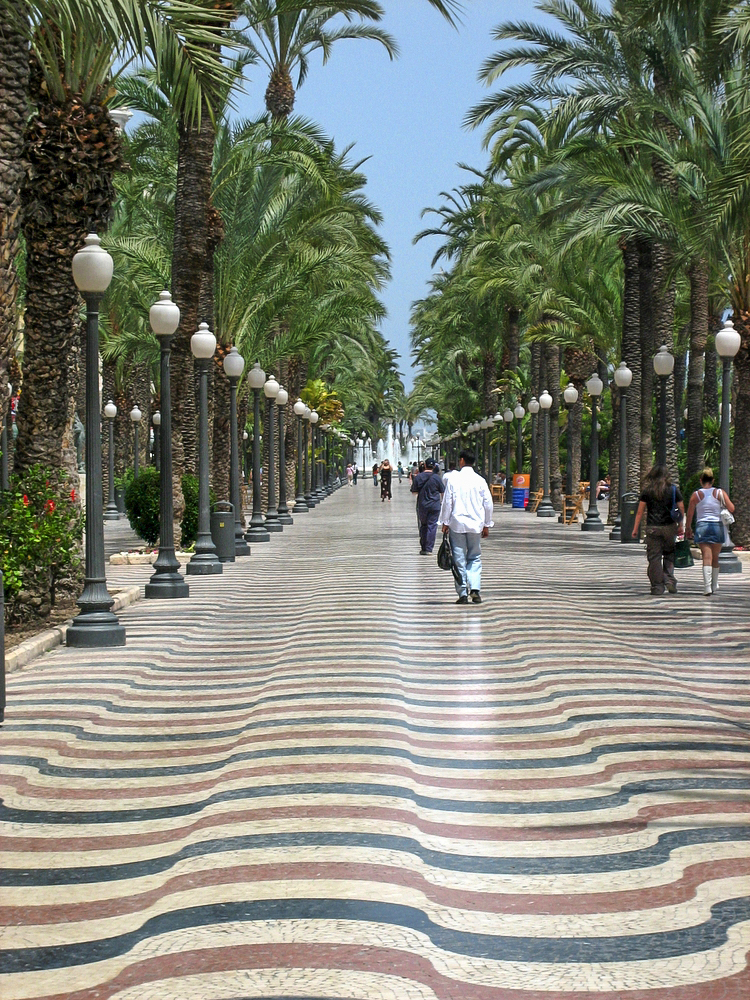
En el Malecón del Puerto (ahora Explanada de España) fueron ejecutados Boné y su tropa.

La rebelión de Boné fue una sublevación surgida en la ciudad de Alicante (España) desde el 28 de enero al 9 de marzo de 1844 contra el gobierno liberal moderado de González Bravo que se había formado a finales de 1843, tras la caída en julio de ese año de la Regencia de Espartero. La rebelión, encabezada por el coronel de caballería y comandante de carabineros Pantaleón Boné, consistió en el levantamiento popular de ciudadanos liberales progresistas, que exigían una serie de mejoras políticas, económicas y sociales frente a la vuelta al poder de los moderados.

## Desarrollo
Pantaleón Boné, llegó a Alicante procedente de Valencia, con 150 carabineros de infantería, 50 de caballería y un batallón de infantería de Saboya. Los días 27 y 28 de enero los empleó para conseguir apoyos de oficiales de la guarnición de la ciudad y del Castillo de Santa Bárbara, del cual se apoderó en la tarde de ese último día. Se anunció la toma de la ciudad por los hombres de Pantaleón, de dos formas: a las 17 horas se avisó mediante varios tambores tocando llamada y tropa; y a las 18 horas se disparó un cañonazo desde el macho del castillo (el macho es la explanada más elevada del Castillo de Santa Bárbara), seguido de otro unos minutos después, mientras la campana de dicha fortaleza tocando a rebato anunció que la rebelión se había consumado en Alicante.
El pronunciamiento liberal que había triunfado en Alicante, fue el aval para extender la revuelta por toda la provincia de Alicante. La idea era hacerse con las ciudades de Albacete, Murcia, Almería y Málaga, donde ya habían preparado al cabecilla de cada zona, y en la que quedaría Pantaleón Boné como jefe absoluto de Alicante. Conforme avanzaban los días, la población alicantina notó las penurias del conflicto al ver sus casas destruidas, enormes gastos o hambruna. Entre las medidas que Boné tomó como máxima autoridad de la ciudad, encontramos la creación de la Iglesia de Santo Domingo como tahona, la petición de alimentos a los comerciantes de la ciudad para abastecer a los residentes en el Castillo de Santa Bárbara donde estaba recluida gran parte de la población, además de los detenidos. También expuso un edicto para estimular el reclutamiento a sus tropas de ciudadanos entre 16 y 50 años, ofreciéndoles diferentes raciones de alimentos y 3 reales por cada uno. Mientras reclutaba a la población civil, convocó mediante bando a los sastres y zapateros de la ciudad, bajo multa de 100 reales al que no asistiera, para transformar los productos que asaltó en la aduana del puerto, como paños, lienzo y cotoné, para hacer uniformes, y becerros y fardos de suela para hacer zapatos y cananas.
Entre tanto, la lista de prisioneros de la rebelión del oscense Boné se iba engrosando poco a poco, entre la que destacaban autoridades como el alcalde primero Miguel Pascual de Bonanza; los síndicos Juan Bonanza, Félix Giménez o Francisco Ansaldo; el regidor Juan García Álamo; el síndico Conde de Santa Clara; el comandante del correccional Mauricio Gil. Y se resistió en la búsqueda el alcalde constitucional Cipriano Bergé.
Con el control total de Alicante, considerada plaza fuerte al estar completamente amurallada, dispuso importantes refuerzos en el Castillo de Santa Bárbara, Castillo de San Fernando, y en el baluarte de San Carlos. El comandante Boné se vio obligado a gestionar en pocos días una importante estrategia en tropas, dinero, alimentos y armas. Además, realizó varios desplazamientos a diferentes puntos de la provincia para tratar de asegurar las defensas y mantener la moral de sus oficiales y soldados.
El capitán general de Valencia, Federico Roncali, se desplazó a tierras alicantinas, donde colocó su cuartel general en Villafranqueza, y desde el 7 de febrero sitió la ciudad alicantina por tierra y por mar con un buque que bombardeaba la ciudad. A Roncali, se le unió el comandante general de Murcia, Pardo, que situó su cuartel en San Vicente del Raspeig. El 5 de febrero de 1844, entre Elda y Petrel se produjo una violenta escaramuza entre tropas de Boné y el ejército del General Pardo, subordinado de Roncali, en la que cayeron presos hombres importantes de Boné como el teniente coronel capitán Ildefonso Basilio, el comandante José Mena, el capitán teniente Luis Gil, el comandante teniente Pío Pérez y los tenientes subtenientes Juan Gómez, Luis Molina y Arcadio Blanco.
Poco a poco, el cerco se fue estrechando en favor de las tropas de Federico Roncali. Roncali y Pardo ordenaron reclutar a todos los varones, solteros o viudos, de 18 a 50 años y muchas familias alicantinas huyeron en los primeros momentos ante el miedo a los enfrentamientos. Tras esto, Boné se refugió dentro de los muros del castillo de Alicante dispuesto a resistir. Conforme avanzaban los días, la situación se convertía en insostenible. El capitán de carabineros al mando de la guarnición del Castillo de Santa Bárbara, era Juan Martín Arranz, sobrino del fallecido Juan Martín Díez "El Empecinado". Aunque era amigo íntimo de Pantaleón Boné, negoció a sus espaldas la entrega de la ciudad, cortando las comunicaciones entre el castillo y la ciudad. Asimismo, los extranjeros residentes en Alicante se refugiaron en los barcos de su nacionalidad llegados para protegerlos. El levantamiento liberal decaía y finalmente las tropas gubernamentales tomaron la ciudad.
El día 14 de febrero de 1844, al amanecer, fueron fusilados en la tapia del Panteón de los Guijarro, en Villafranqueza, los 7 oficiales de Boné capturados en la escaramuza cerca de Elda ocurrida el 5 de febrero. En cuanto a Pantaleón Boné y sus 23 compañeros, fueron fusilados en hilera por la espalda, el 8 de marzo en el Malecón (ahora denominado Explanada de España) del puerto de Alicante. El historiador y periodista, Nicasio Camilo Jover, al relatar la derrota de Boné, escribió en relación con los soldados gubernamentales: El pueblo presenció la entrada de las tropas silencioso y triste.

## Recuerdo y reconocimientos en Alicante
En recuerdo a todos los fusilados en defensa de las libertades se levantó en Alicante, el 8 de marzo de 1907, el Monumento a los Mártires de la Libertad, del escultor Vicente Bañuls, situado en lo que actualmente es la plaza de la Puerta del Mar y al final del paseo que desde mediados del siglo XIX se denominaba Paseo de los Mártires (actual Explanada de España). La ciudad rotuló también, a las faldas del Castillo de Santa Bárbara, una calle a Pantaleón Boné y otra al 8 de marzo. A partir de entonces, todos los 8 de marzo se celebraba en Alicante un acto público y cívico en el Malecón del Puerto en recuerdo de las libertades, al tiempo que se celebraba una misa en la Concatedral de San Nicolás de Bari. Se celebró desde 1854 hasta 1936.
Tras la guerra civil española el nuevo régimen eliminó el nombre del Paseo de los Mártires, recuperando un antiguo nombre, el de Explanada de España, que había ostentado durante algunos años el Parque de Canalejas. De la misma manera la calle de Pantaleón Boné pasó a ostentar el nombre del político José Martínez de Velasco fusilado en 1936, denominación que aún ostenta. De la misma manera la calle del Ocho de Marzo recuperó su antiguo nombre, el de José Serra Lloret. También, el Monumento a los Mártires que se encontraba dañado y decapitado tras los bombardeos de la Guerra Civil fue desmontado en 1941. Así mismo se suprimieron todos los actos conmemorativos, cayendo el monumento y lo que representaba en el olvido. La eliminación del recuerdo de los Mártires de la Libertad se extendió también a la pedanía de Villafranqueza, donde habían sido fusilados algunos de los sublevados el 14 de febrero de 1844. La calle de los Mártires de la Libertad recuperó el antiguo nombre de calle del Calvario. Es en esta pedanía alicantina donde se realiza en la actualidad la procesión cívica en honor a los Mártires de la Libertad. La comitiva se dirige de la plaza de la Constitución hacia el Panteón de los Guijarro, en cuyas tapias murieron fusilados algunos de estos mártires cuyos cuerpos descansan en el cementerio de la pedanía. El camino que lleva hasta este panteón recibe el nombre oficial de Paseo de los Mártires de la Libertad.
En el invierno de 2010, el catedrático y compositor Miguel Brotóns recreó musicalmente en los pentagramas de su oda y poema sinfónico con título Mártires de la Libertad, los trágicos y heroicos hechos históricos de la rebelión de Pantaleón Boné en defensa de las libertades.
Existe en el Ayuntamiento un cuadro de autor anónimo que describe el fusilamiento de Pantaleón Boné en el Malecón junto con otros partidarios de la rebelión.